# 扎拉濟科
51°39′10″N 24°52′56″E / 51.65278°N 24.88222°E
扎拉濟科（烏克蘭語：Залазько），是烏克蘭西北部的村莊，隸屬沃倫州的卡明-卡希爾斯基區。該村面積0.69平方公里，海拔高度156米，2001年人口82，人口密度每平方公里119.01人。